# Placogorgia squamata
Placogorgia squamata is een zachte koraalsoort uit de familie Plexauridae. De koraalsoort komt uit het geslacht Placogorgia. Placogorgia squamata werd in 1910 voor het eerst wetenschappelijk beschreven door Nutting. 